# Anna Wołowska
Anna Wołowska (ur. 1925, zm. 16 czerwca 2023) – polska Sprawiedliwa wśród Narodów Świata, dama Krzyża Komandorskiego Orderu Odrodzenia Polski.

## Życiorys
Podczas II wojny światowej udzielała pomocy żydowskim dzieciom, w tym Izabeli Szymel, która przetrwała do końca okupacji. W 1998 została uhonorowana tytułem „Sprawiedliwy wśród Narodów Świata” nadanym przez Instytut Jad Waszem. W 2017 za zasługi w ratowaniu Żydów została odznaczona przez prezydenta RP Andrzeja Dudę Krzyżem Komandorskim Orderu Odrodzenia Polski.